# Музыка на воде
«Музыка на воде» (англ. Water Music, HWV 348, 349, 350) — три оркестровые сюиты Георга Фридриха Генделя. 

## Создание и премьера
Когда в точности была написана «Музыка на воде», неизвестно, сочинение относят к периоду с 1715 по 1717 годы.
По одной из версий, произведение было написано в 1715 году и должно было способствовать примирению композитора с английским королём Георгом I (бывшим ганноверским курфюрстом Георгом Людвигом), на службе у которого состоял Гендель. Свою службу Гендель нёс не слишком ревностно, позволял себе длительные отлучки, что и привело к недовольству короля.
Однако документы, указывающие на действительное исполнение произведения, относятся к 1717 году. 17 июля король принял участие в прогулке по Темзе, во время которой исполнялась «Музыка на воде». Возле королевской барки находилась барка с 50 музыкантами, игравшими на разных инструментах: трубах, валторнах, гобоях, фаготе, флейтах, скрипках, альтах и контрабасах. Король был настолько восхищён музыкой, что приказал повторить концерт дважды до ужина и один раз после него. Народ на берегах Темзы и в лодках на воде тоже принял участие в королевском веселье. Вероятно, когда музыка звучала для короля, медленные, часто тихие части исполнялись, когда барки короля и оркестра находились рядом, а громкие, оживлённые части — когда барки отплывали друг от друга.

## Музыка
«Музыку на воде» составляют три сюиты. Они охватывают 22 пьесы, представляющие собой, главным образом, стилизации популярных в то время танцев: менуэт, бурре, хорнпайп, ригодон, жига, сарабанда — эти стилизации ощущаются в том числе в пьесах, не имеющих оригинальных «жанровых» заголовков. Порядок частей внутри каждой из сюит не фиксирован (кроме французской увертюры, которая исполняется в самом начале Первой сюиты). В конкретных аутентичных интерпретациях части разных сюит иногда (например, в исполнении барочного оркестра «Le Concert des Nations» Саваля) перемешиваются. 
Сюиты написаны для разных духовых инструментов, струнного оркестра и basso continuo. Интерпретаторы «Музыки на воде» как правило добавляют литавры, отсутствующие в оригинальной партитуре. Тональности частей в первой и третьей сюитах не единообразны: наряду с мажорной тоникой используются параллельный (F-dur vs. d-moll) и одноимённый (G-dur vs. g-moll) минор.
Нижеследующий состав сюит указан по каталогу генделевских сочинений Бернда Базельта (HWV).

### Сюита фа мажор (HWV 348/1-10)
(два гобоя, фагот, две валторны, струнные)
1. Ouverture [Largo. Allegro] (F-dur)
2. Adagio e staccato (d-moll)
3. [без заголовка][1] (F-dur)
4. Andante (d-moll)
5. Allegro (F-dur)
6. Air (F-dur)
7. Menuet (F-dur)
8. Bourrée (F-dur)
9. Hornpipe (F-dur)
10. [без заголовка][2] (d-moll)

### Сюита ре мажор (HWV 349/11-15)
(два гобоя, фагот, две трубы, две валторны, струнные)
1. [без заголовка][1] (D-dur)
2. [без заголовка][3] (D-dur)
3. Menuet (D-dur)
4. Lentement (D-dur)
5. [без заголовка][4]  (D-dur)

### Сюита соль мажор (HWV 350/16-22)
(продольные и поперечные флейты, струнные)
1. [без заголовка][5] (G-dur)
2. [без заголовка][6] (G-dur)
3. [без заголовка][7] (g-moll)
4. Menuet 1 (g-moll)
5. Menuet 2 (g-moll)
6. [без заголовка][8] (g-moll)
7. [без заголовка][9] (G-dur)

## Исполнение
«Музыка на воде» — одно из наиболее репертуарных сочинений Генделя. Сюиты как правило исполняются отдельно друг от друга (реже — все 22 пьесы целиком), наиболее популярные пьесы (например, Ария из Первой сюиты, Alla hornpipe из Второй сюиты) исполняются как отдельные произведения, в том числе, в виде концертных бисов.
Среди академических интерпретаций выделяются записи Берлинского филармонического оркестра под управлением Караяна (в оркестровке Гамильтона Харти) и «Academy of St Martin in the Fields» под управлением Мэрринера. Среди аутентистов известны записи «English Baroque Soloists» (Гардинер), «Le Concert des Nations» (Саваль), «English Concert» (Пиннок), «Linde-Consort» (Линде) и мн. др.
Продолжительность звучания в академических интерпретациях больше, чем в аутентичных. Для последних характерные значения: 25-26 минут (Первая сюита), 10-12 минут (Вторая сюита), 10-12 минут (Третья сюита). Продолжительность звучания также зависит от того, повторяются ли отдельные части da capo или нет (то есть исполняются дважды или однократно).